# Ferdinand Verbiest

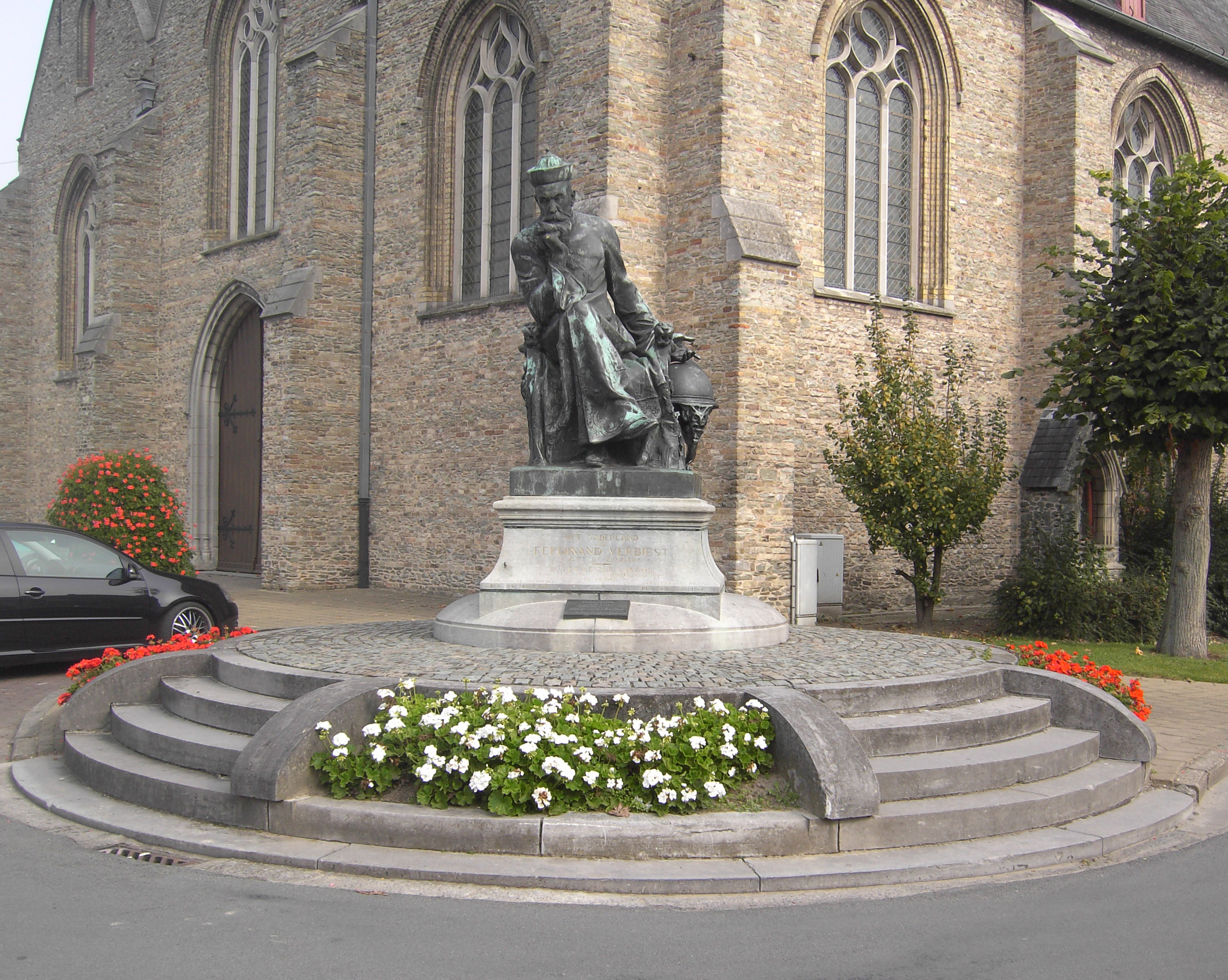
Pomnik Ferdinanda Verbiesta w Pittem

Ferdinand Verbiest, SJ (ur. 9 października 1623 w Pittem, zm. 28 stycznia 1688 w Pekinie) – misjonarz jezuicki, pochodzący z Flandrii. W latach 1659–1688 przebywał w Chinach na dworze cesarza Kangxi, zajmując się badaniami i doświadczeniami z zakresu fizyki.
Podczas pobytu w Chinach Verbiest zajmował się astronomią, geografią, konstrukcją przyrządów astronomicznych i dział. Sporządził kilka map i prac geograficznych w języku chińskim. Był wiceprowincjałem zakonu jezuitów w Pekinie i miał tytuł mandaryna.
Utrzymywał kontakt korespondencyjny z królem polskim Janem III Sobieskim, który próbował nawiązać stosunki z Chinami. Sobieski przesłał cesarzowi Kangxi za pośrednictwem Verbiesta swój portret, w zamian otrzymał napisaną przez cesarza odę i dwa wazony z porcelany. Z obszernej korespondencji Verbiesta z Sobieskim zachował się jedynie ostatni list.
Zginął 28 stycznia 1688 w wyniku upadku z konia.

## Pojazd Verbiesta
W latach 1665-1680 (lub konkretnie w 1678 r.) Verbiest zbudował mały model czterokołowego pojazdu napędzany parą.
Jego urządzenie działało na zasadzie niewielkiej i prostej turbiny parowej. Składało się z drewnianej ramy (podwozia) długości ok. 60 cm, ustawionego na nim metalowego kociołka, napełnionego wodą, umieszczonego nad paleniskiem. Kociołek posiadał wysunięty ustnik, z którego wydobywający się strumień pary napędzał – poziomo ustawione nad tylną osią – koło zębate. Koło za pośrednictwem prostej przekładni przenosiło napęd na oś tylnego koła. Do ramy doczepiono z przodu piąte koło, które pozwalało na kierowanie modelem. Podobno owo urządzenie mogło jeździć przez około godzinę.
Verbiest nazwał wymyśloną przez siebie konstrukcję "gorejący wiatr" i opisał w pracy Astronomia Europea, wydanej po chińsku a potem w 1687 r. po łacinie. Model tego pojazdu zrekonstruował w 1775 r. fizyk i mechanik Johann Lorenz Boeckmann, który zajmował się między innymi telegrafami optycznymi. Rekonstrukcję pojazdu Verbiesta wystawiono w 1860 r. w muzeum w Karlsruhe. W książkach autorstwa Aleksandra Mariana Rostockiego przedstawiono rysunek tego pojazdu wykonany przez Bohdana Wróblewskiego.
Co prawda Kronika Techniki (wydanie polskie 1992 r.) podaje, że Verbiest jeździł swoim pojazdem po ulicach Pekina. Wynikałoby z tego, że zbudował nie tylko model miniaturowy, ale i normalnej wielkości wehikuł parowy. Porównaj też artykuł: historia motoryzacji.